# Réserve naturelle de Daourie
La réserve naturelle de Daourie (en russe: Даурский заповедник; Daourski zapovednik) est une réserve naturelle de Russie située en Sibérie dans l'ancienne région historique de Daourie au sud-est de la Transbaïkalie. Elle a été instituée le 25 décembre 1987 et inscrite en 1997 à la liste des réserves de biosphère de l'Unesco.

## Géographie
La réserve naturelle de Daourie a été instituée en premier chef pour la préservation des oiseaux nidificateurs de la région. Celle-ci est formée de steppes, de marécages et de forêts autour de lacs steppiques dont les plus importants sont le Baroun-Toreï et le Zoun-Toreï. La réserve s'étend sur 45 790 hectares, mais la zone surveillée est plus étendue, car elle concerne 163 530 hectares. Elle est divisée en neuf secteurs.

## Faune

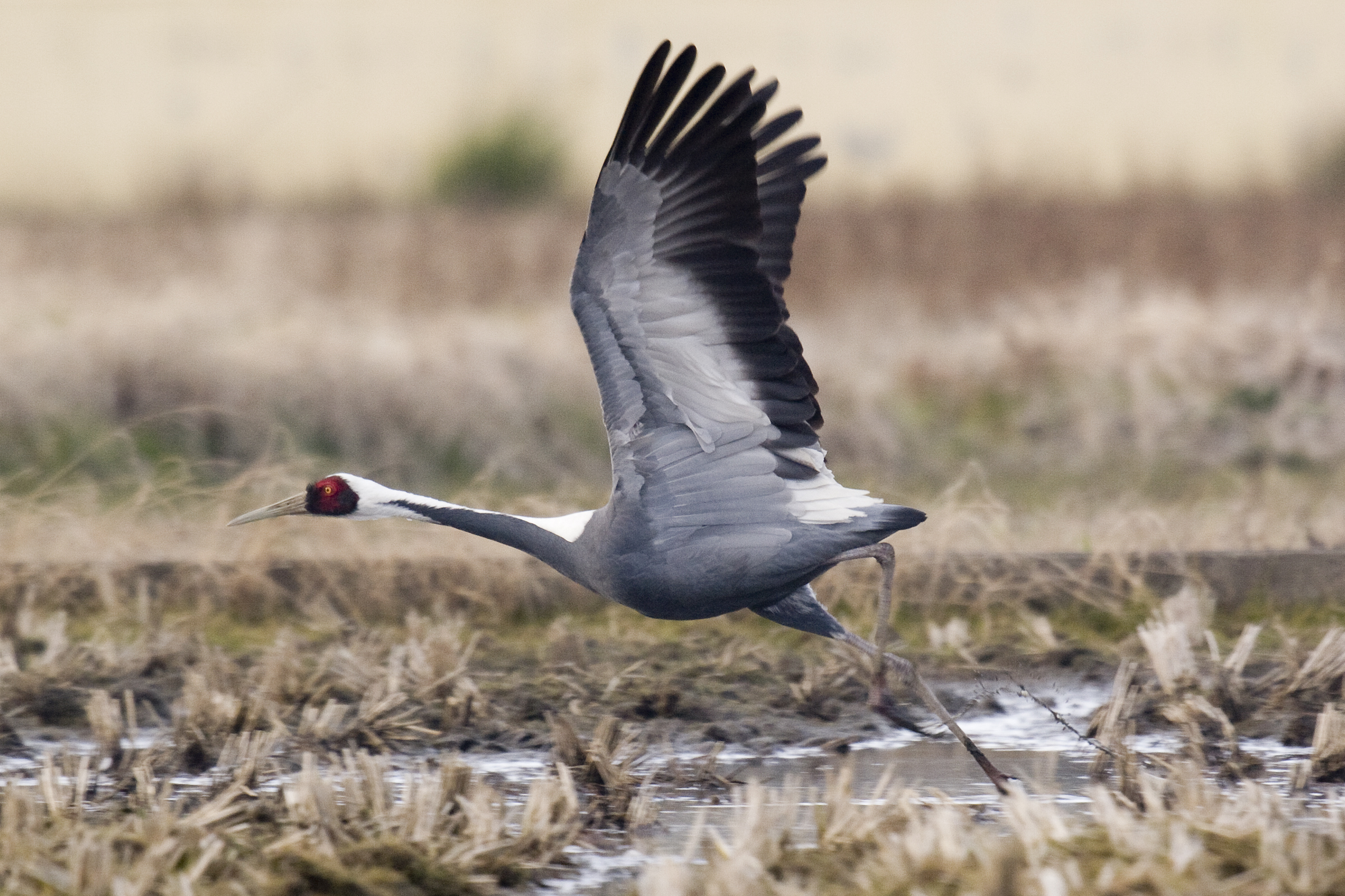
Photographie d'une grue de Daourie à cou blanc

Le nombre d'espèces de poissons répertoriées s'élève à quatre, celles des amphibiens à trois, des oiseaux à trois cent-quinze, et des mammifères à cinquante-deux.
Près d'une centaine d'espèces d'oiseaux figurent dans les différents livres rouges des espèces menacées de statuts variés. Quatre espèces de grues y nidifient: la grue de Daourie à cou blanc, la grue cendrée, la grue du Japon et la grue demoiselle.
Cinquante-deux espèces d'animaux sauvages figurent dans le livre rouge de Russie dont la marmotte de Sibérie, le hérisson daourien, le chat de Pallas et la gazelle à queue blanche. C'est le seul territoire de Russie où cette gazelle sibérienne se multiplie et demeure en permanence. On en comptait en septembre 2011 entre 3 600 et 3 800 individus.
La plupart de ces espèces sont typiques des steppes. On ne trouve que dans certaines zones de steppe boisée près de l'Adon et du Tsassoutcheï des espèces de taïga, telles que celle du campagnol roux, de la souris d'Extrême-Orient, ou d'écureuils. Les mammifères comprennent quatre espèces de souris et de musaraignes, et le pika daourien, six espèces de chauves-souris, deux espèces de lièvres et vingt-deux autres rongeurs. On répertorie aussi quatre espèces de canidés, six de mustélidés, deux de félidés, quatre d'artiodactyles, etc. Jadis il y avait des hémiones et des argalis, mais ils ont disparu de ce territoire.

## Flore

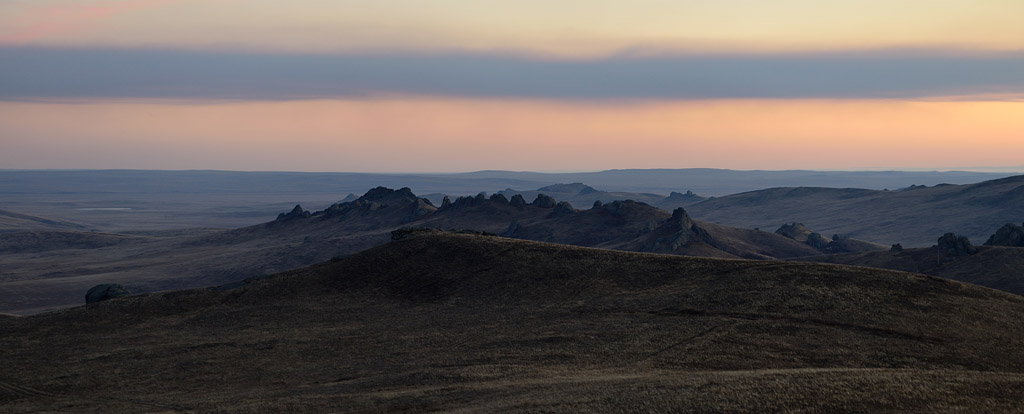
Vue panoramique de la réserve naturelle.

Les plantes répertoriées sont au nombre de quatre cent-quarante-six, dont vingt-huit spécialement protégées figurent dans le livre rouge régional et trois dans le livre rouge de Russie (Iris tigridia, Asparagus brachyphyllus et Tripogon chinensis).

## Échanges scientifiques
Un partenariat a été signé en 1994 entre la Russie, la Mongolie et la Chine pour des échanges scientifiques entre la réserve naturelle de Daourie et des réserves naturelles analogues de l'autre côté des frontières.

## Source
- (ru) Cet article est partiellement ou en totalité issu de l’article de Wikipédia en russe intitulé « Даурский заповедник » (voir la liste des auteurs).